# Три деви
Трите де́ви (санскр.: त्रिदेवी; на лат. tri devi – три богини) е индуистки термин който обединява трите богини-съпруги на бог Тримурти:
- Сарасвати — богинята на мъдростта и знанието, която е съпруга на Брахма;
- Лакшми — богинята на изобилието, просперитета, богатството, успеха и щастието, която е съпруга на Вишну;
- Парвати (или Дурга) — богинята на времето, властта и духовното осъзнаване, която е съпруга на Шива.

На празника Наваратри — „Девет нощи“ — „Богинята се почита в трите ѝ форми: първите три нощи се почита Парвати или Дурга, Лакшми в четвъртата, петата и шестата и накрая Сарасвати в седмата, осмата и деветата нощ.“.
В шактизма Трите деви се считат за изначални ипостаси на Махашакти — Махасарасвати, Махалакшми и Махакали — проявления на света и дарове на Тримурти като шакти и съпруги. .